# Зуята (Добрянский район)
Зуята — не имеющая постоянного населения деревня в Полазненском городском поселении Добрянского района Пермского края.

## География
Деревня Зуята расположена на берегу Камского водохранилища, к западу от широкого эстуария реки Полазны, к северо-западу от центра городского поселения посёлка городского типа Полазна. Несколько юго-восточнее, также на берегу водохранилища, находилась ныне не существующая деревня Усть-Полазна. На юго-западе, за возвышенностью (183,7 м), в стороне от берега, помещаются электроподстанция и деревня Мохово. Несколькими километрами западнее, на лесистом (сосна и берёза) возвышенном берегу — урочище Савина Пашня. На северо-востоке, на противоположном берегу эстуария Полазны, на высоте в 230,6 м стоит деревня Бесово.

## История
Существуют данные, согласно которым первые упоминания о деревне следует относить к 1774 году — именно в этом году в метрических книгах содержатся многочисленные записи о рождениях и бракосочетаниях в роду Зуевых в деревне Зуева прихода храма Троицы Живоначальной в Полазне (храм существует до сих пор). Однако на Планах Генерального межевания Пермского уезда Пермской губернии 1790 года к западу и северо-западу от Палазинского завода (современной Полазны) располагалось сразу 5 деревень с названием Зуевская. Одна из них — к северо-западу от деревни Запалазинской (Усть-Полазны), приблизительно на том месте, где деревня Зуята стоит сейчас. Другая — юго-западнее первой, на месте нынешнего Мохово. Третья — южнее первой, в районе к западу от ныне существующей свинофермы. Четвёртая — к югу от третьей, у южных жилых и промышленных окраин сегодняшнего Мохово. Пятая — ещё южнее четвёртой, приблизительно на месте современной деревни Заборье.
Определённое единообразие в названии нескольких соседних населённых пунктов сохранялось в течение длительного времени. На Специальной карте Европейской России И. А. Стрельбицкого, составленной в 1865—1871 годах (лист 126, издание 1874 года), на левом берегу Палазны отмечено 4 деревни. Заполазинская и Зуевка (теперешняя Зуята) — размером от 10 до 20 дворов. Зуевка (Мохово) и Зуевская (Заборье) — размером от 3-5 до 10 дворов. Переиздание карты от 1920-х годов даёт те же данные, приводя, однако, также и второе название одной из деревень с названием «Зуевка» — Моховая.

## Население
Численность населения деревни составляет 0 человек по состоянию на 2010 год.
Численность населения в XX и начале XXI века
| Год  | Численность, чел. | Мужчины, чел. | Женщины, чел. | Число дворов (домохозяйств) | Национальный состав, % |
| 1904 | 53                | 28            | 25            | 12                          | русские                |
| 1908 | 60                | 32            | 28            | 12                          | русские                |
| 1926 | 54                | 27            | 27            | 12                          | русские, 100 %         |
| 1963 | 25                | н/д           | н/д           | н/д                         | н/д                    |
| 1972 | н/д               | н/д           | н/д           | 7                           | н/д                    |
| 2002 | 4                 | 1             | 3             | н/д                         | русские, 100 %         |

## Улицы
- Речная[12].

## Современное состояние
Официально постоянного населения Зуята не имеет, но в деревне присутствует индивидуальная жилая застройка, выделены приусадебные участки для личного подсобного хозяйства. Окрестности деревни застроены различными объектами промышленного назначения. На юго-востоке, на месте бывшей деревни Усть-Полазна, ранее находился завод ЖБИ, ныне размещаются складские помещения, производственная база, рембаза, свиноферма. Крупные производственные площади, а также дачные участки, в том числе перспективные, располагаются на юге и юго-западе, в районе Мохово. Западнее, в лесу, на берегу водохранилища — садовое товарищество «Прибой». Непосредственно на южной, юго-западной и западной окраинах деревни осуществляется строительство объектов Полазненского месторождения нефти (нефтепроводы, скважины, факельное хозяйство, газоэлектростанция, нефтеловушка на берегу Камы).